# Baumrönne (Schiff)
Die Baumrönne ist ein Tonnenleger der Bundesrepublik Deutschland und dient für das Wasserstraßen- und Schifffahrtsamt Elbe-Nordsee (WSA Elbe-Nordsee).

## Geschichte
Das Schiff wurde von 1991 bis 1993 unter der Baunummer 173 auf der ehemaligen Aluminium-Schiffswerft in Lübeck gebaut. Die Kiellegung fand am 29. Juli 1991, der Stapellauf am 7. Dezember 1992 statt. Die Fertigstellung des Schiffes erfolgte im April 1993.
Namensgeber des Schiffes ist ein ehemaliger Priel bei Groden, heute Teil der Grodener Wettern.

## Einsatz

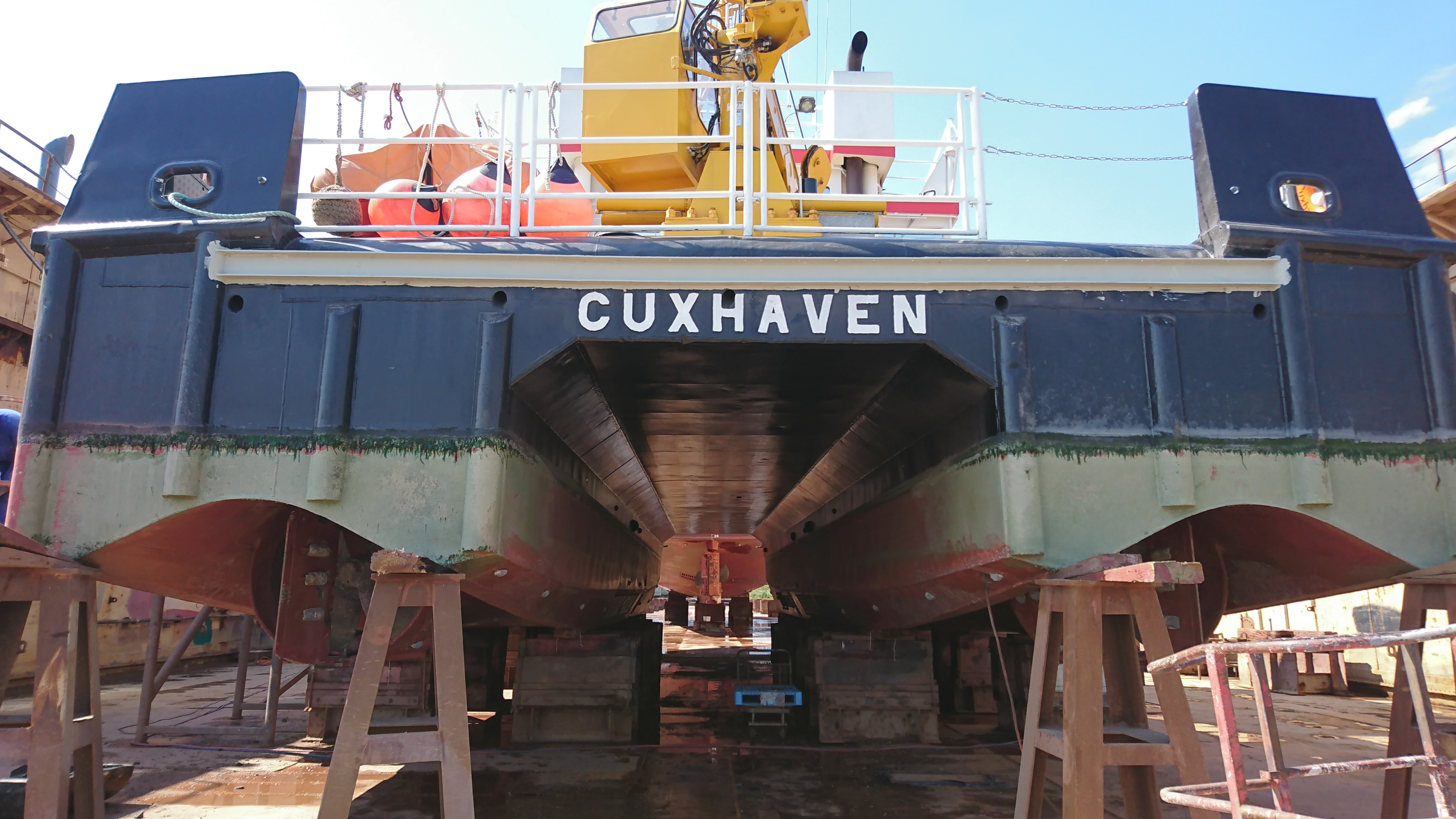

Das Schiff ist in Cuxhaven stationiert und wird vom Wasserstraßen- und Schifffahrtsamt Elbe-Nordsee überwiegend für das Aussetzen und Bergen kleinerer Fahrwassertonnen, das Setzen von Pricken, die Kontrolle von Seezeichen sowie die Versorgung fester Schifffahrtszeichen eingesetzt. Durch den in Katamaranausführung gebauten Schiffsrumpf kann das Schiff, das nur über einen geringen Tiefgang von circa 1,3 m verfügt, in Wattengebieten trockenfallen.

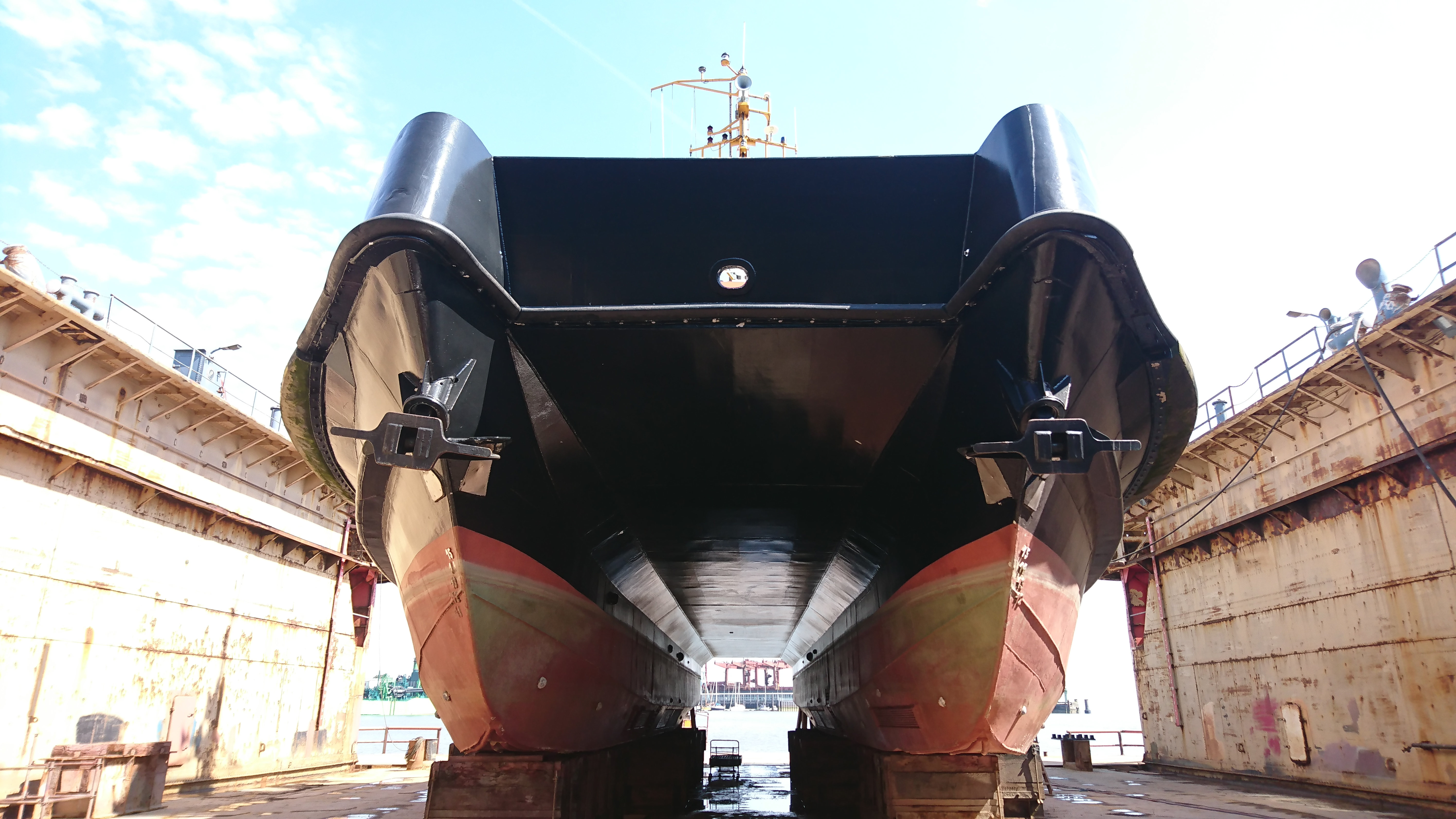

Neben dem Einsatz als Tonnenleger und Seezeichenschiff kann die Baumrönne gewässerkundliche Aufgaben wie Wasserstands- und Strömungsmessungen oder die Entnahme von Wasserproben übernehmen. Außerdem kann es als Hilfsschiff bei Havarien und als Feuerlöschschiff eingesetzt werden. Dafür ist es mit einem Gasschutzsystem ausgestattet, das den Einsatz in gefährlicher Atmosphäre ermöglicht. Das Schiff ist mit einem Feuerlöschmonitor ausgerüstet, der sich oberhalb des Peildecks befindet.

## Technische Daten und Ausstattung
Das Schiff wird von zwei Achtzylinder-Viertakt-Dieselmotoren des Herstellers MTU Friedrichshafen (Typ: 8 V 396 TE) mit jeweils 680 kW Leistung angetrieben. Die Motoren wirken über Getriebe auf zwei mit Kortdüsen ausgestattete Festpropeller. Das Schiff erreicht eine Geschwindigkeit von 13 kn.
Für die Stromversorgung verfügt das Schiff über einen Wellengenerator mit 340 kVA Scheinleistung sowie einen Dieselgenerator mit 66 kVA Scheinleistung. Im Bug des Schiffes ist eine Querstrahlsteueranlage verbaut, die als Wasserstrahlantrieb ausgelegt ist. Das Schiff verfügt über die Eisklasse „E“.

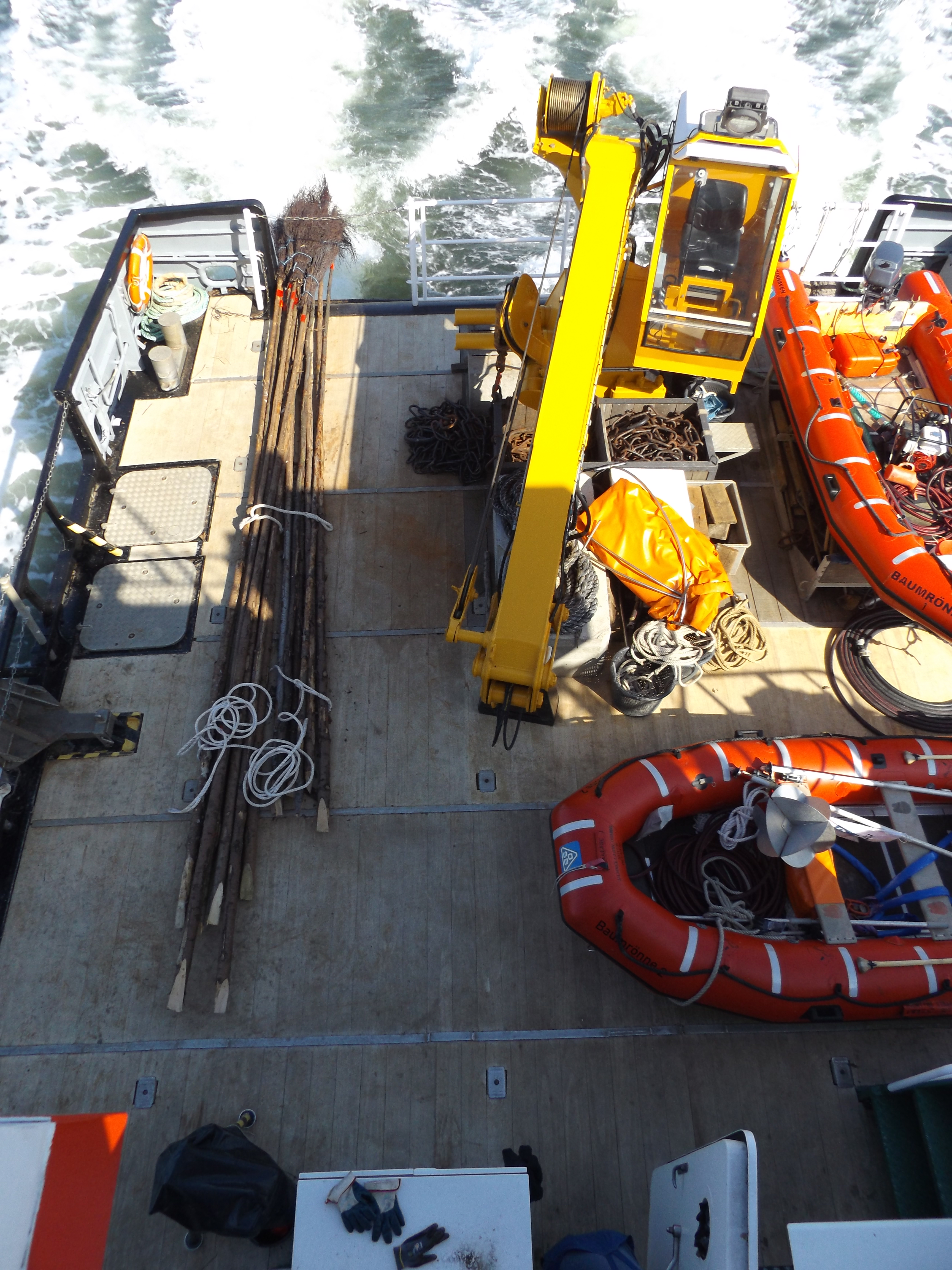
Blick auf das Achterdeck

Auf dem Achterdeck befindet sich ein Kran mit Knickausleger. Der Kran verfügt über eine Kapazität von 2 t bei einer Ausladung von 8,6 m. Für gewässerkundliche Aufgaben verfügt das Schiff über zwei Messausleger. An Bord befindet sich ein Schlauchboot, das für Arbeiten in Wattengebieten vorgesehen ist.